# Jorge Cordero (football, 1962)
Pour les articles homonymes, voir Jorge Cordero (homonymie).
Jorge Baltazar Cordero Aróstegui, né le 6 janvier 1962 à Ica au Pérou, est un joueur de football international péruvien qui évoluait au poste de milieu de terrain.

## Biographie

### Carrière de joueur

#### Carrière en club
Champion du Pérou en 1989 avec l'Unión Huaral, Jorge Cordero (surnommé Pellejo) dispute l'édition 1990 de la Copa Libertadores avec ce club (six matchs), avant d'être transféré au Club de Gimnasia y Esgrima La Plata en Argentine. Il y joue 20 matchs (cinq buts marqués).
En 1991, il revient au Pérou et joue successivement au Defensor Lima, Deportivo Sipesa, Sport Boys et La Loretana, dernier club où il met fin à sa carrière en 1996.

#### Carrière en sélection
International péruvien, Jorge Cordero joue 14 matchs (pour aucun but inscrit) entre 1987 et 1991. Il figure dans le groupe des sélectionnés lors des Copa América de 1987 et de 1991.

### Carrière d'entraîneur
En 2011, il dirige le Juventud Barranco de Huacho en Copa Perú. Entraîneur-adjoint au Sport Huancayo en 2012, il assure l'intérim de la 23e à la 30e journée du championnat 2012.
En 2022, il dirige le Cultural 13 de Enero, club de la ligue de district de Villa María del Triunfo à Lima.

## Palmarès(joueur)
Unión Huaral
- Championnat du Pérou (1) :
  - Champion : 1989.